# Муслімовка
Муслі́мовка (рос. Муслимовка) — селище у складі Асекеєвського району Оренбурзької області, Росія.

## Населення
Населення — 23 особи (2010; 14 у 2002).
Національний склад (станом на 2002 рік):
- татари — 100 %